# Philagraulella punica
Philagraulella punica är en fjärilsart som beskrevs av Edward Meyrick 1930. Philagraulella punica ingår i släktet Philagraulella och familjen äkta malar.
Artens utbredningsområde är Sudan. Inga underarter finns listade i Catalogue of Life.